# Kurant (numizmatyka)
Kurant – w numizmatyce pełnowartościowa moneta kruszcowa, złota lub srebrna, przeznaczona do obiegu krajowego. Przeciwieństwem kurantu są monety handlowe, tzn. kruszcowe monety nie związane z krajowym systemem pieniężnym i przeznaczone głównie do transakcji międzynarodowych. 
Monety handlowe były w zasadzie formą eksportu kruszcu i nie mogły służyć np. do opłacania podatków. Dobrym przykładem w pewnym okresie były dukaty niderlandzkie. Typowymi współczesnymi monetami handlowymi są np. krugerandy.